# گوموش‌خانه
گوموش‌خانه (به ترکی استانبولی: Gümüşhane) شهری است در کشور ترکیه که در استان گوموش‌خانه واقع شده‌است. جمعیت این شهر بر اساس سرشماری سال ۲۰۰۸ میلادی ۲۶٬۲۳۸ نفر و بر اساس برآوردهای سال ۲۰۰۹ میلادی ۲۴٬۴۴۸ نفر می‌باشد.